# Joachim Detjen
Joachim Detjen (* 11. Juni 1948 in Buxtehude, Niedersachsen) ist ein deutscher Politikwissenschaftler und Politikdidaktiker.

## Leben
Nach seinem Abiturabschluss 1966 absolvierte Detjen von 1967 bis 1970 seinen Dienst als Soldat der Bundeswehr. Anschließend studierte er Politikwissenschaft, Germanistik, Erziehungswissenschaft und Philosophie an der Universität Hamburg. Das erste Staatsexamen für das Lehramt am Gymnasium absolvierte er 1976, das zweite Staatsexamen 1981. Fünf Jahre später promovierte Detjen zum Dr. phil im Fach Politikwissenschaft an der Universität Hamburg. Von 1986 bis 1995 war er Lehrer am Gymnasium Halepaghenschule in Buxtehude. Von 1995 bis 1997 lehrte er Politikwissenschaft und Didaktik der Gemeinschaftskunde an der Pädagogischen Hochschule Karlsruhe. Von 1997 bis zu seiner Emeritierung 2013 hatte er die Professur für Politikwissenschaft III: Politische Bildung an der Katholischen Universität Eichstätt-Ingolstadt inne.

## Werke (Auswahl)
- Demokratie in der Gemeinde. Bürgerbeteiligung an der Kommunalpolitik in Niedersachsen. Hannover 2000.
- Demokratie in Deutschland. Hannover 2000
- Demokratie in Deutschland und Europa. Braunschweig 2006.
- Politische Bildung. Geschichte und Gegenwart in Deutschland. München 2007.
- Die Werteordnung des Grundgesetzes. Wiesbaden 2009.
- Verfassungswerte. Welche Werte bestimmen das Grundgesetz?. Bonn 2009.
- Streitkultur. Konfliktursachen, Konfliktarten und Konfliktbewältigung in der Demokratie. Schwalbach/Ts. 2012.
- Reden können in der Demokratie. Studien- und Übungsbuch zur politischen Rhetorik. Schwalbach/Ts. 2014.
- Politische Erziehung als Wissenschaftsaufgabe. Das Verhältnis der Gründergeneration der deutschen Politikwissenschaft zur politischen Bildung. Baden-Baden 2016.
- Demokratische Streitkultur in Zeiten politischer Polarisierung. Baden-Baden 2023.